# Simeon (fiul lui Iacob)

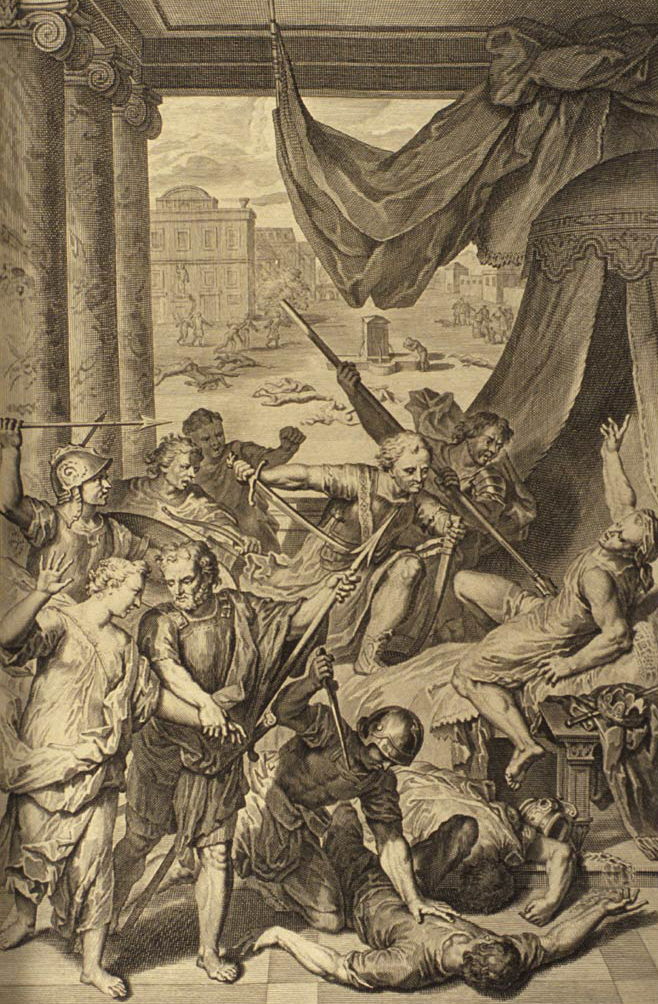
Simeon şi Levi au trecut prin ascuțișul sabiei pe Hemor și pe fiul său Sichem (Geneza 34:25-29)

Conform Genezei, Simeon este al doilea copil al lui Iacob, mama lui este Leah.